# 강민재 (가수)
강민재(2002년 4월 29일 ~ )는 대한민국의 가수다. 2022년 EP 앨범 [여름의 끝]으로 데뷔했다.

## 방송
- 극한데뷔 야생돌 (2021)

## 음반
- 여름의 끝 (2022)